# Bomba a guida laser

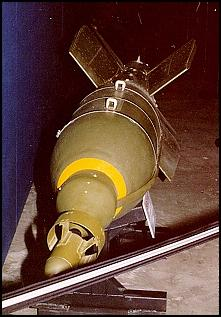
Una bomba guidata a guida laser BOLT-117

Una bomba a guida laser, o con terminologia militare inglese laser-guided bomb (LGB), è una bomba guidata che utilizza un sistema di guida laser semi-attiva per colpire un bersaglio con maggiore precisione rispetto a una bomba a caduta libera. Le LGB, talvolta denominate con il termine generico "Paveway", sono tra le più diffuse bombe aeronautiche e sono utilizzate da un gran numero di aeronautiche militari moderne nel mondo.
Come tutte le munizioni a guida laser, queste bombe devono operare in coppia con un designatore laser, il quale consiste in un dispositivo che indirizza un raggio laser su un punto che si vuole colpire o, in termini militari, lo "illumina". Il riflesso del laser viene rilevato dal sistema di ricerca posto sulla parte frontale dell'arma, dopo di che la bomba orienta le superfici aerodinamiche di cui è dotata per dirigersi verso il punto da cui il laser viene riflesso. Le bombe a guida laser in genere non hanno mezzi autonomi di propulsione e utilizzano solo delle alette per modificare la traiettoria di planata.
I missili a guida laser, come per esempio alcune varianti dello statunitense AGM-65 Maverick e il francese AS.30L, utilizzano lo stesso sistema di guida, ma hanno un raggio d'azione maggiore e una maggiore manovrabilità in quanto non si limitano a effettuare solo un volo planato. Alcune bombe a guida laser sono state trasformate in ibridi con i missili, grazie all'aggiunta di motori a razzo  per aumentare la portata. Un esempio di soluzione di questo tipo si ha con l'AGM-123 Skipper II adottato dalla United States Navy.